# Chayut Triyachart
Chayut Triyachart (* 9. Oktober 1989 in Udon Thani) ist ein singapurischer Badmintonspieler. 

## Karriere
Chayut Triyachart gewann 2010 die Romanian International im Mixed mit Yao Lei. Bei den India Open des gleichen Jahres wurden beide Zweite. Zu Platz zwei reichte es auch bei den Canadian Open, wo er das Finale mit Hendri Kurniawan Saputra verlor. Bei den Commonwealth Games wurde Chayut Triyachart zweimal Vierter. Sowohl mit dem singapurischen Team als auch im Doppel mit Derek Wong Zi Liang kam er auf diesen Rang.

## Sportliche Erfolge
| Saison | Veranstaltung           | Disziplin    | Platz | Name                                         |
| ------ | ----------------------- | ------------ | ----- | -------------------------------------------- |
| 2010   | Romanian International  | Mixed        | 1     | Chayut Triyachart / Yao Lei                  |
| 2010   | Canadian Open           | Herrendoppel | 2     | Chayut Triyachart / Hendri Kurniawan Saputra |
| 2010   | Indian Open             | Mixed        | 2     | Chayut Triyachart / Yao Lei                  |
| 2010   | Commonwealth Games      | Herrendoppel | 4     | Chayut Triyachart / Derek Wong Zi Liang      |
| 2010   | Commonwealth Games      | Team         | 4     | Singapur                                     |
| 2014   | Sri Lanka International | Herrendoppel | 1     | Danny Bawa Chrisnanta / Chayut Triyachart    |